# Forbi
Forbi er en dansk kortfilm fra 2017, der er instrueret af Emma-Victoria Gaard efter manuskript af hende selv og Mathilde Amalie Houby Toft.

## Handling
Denne artikel mangler et handlingsreferat. Hjælp os med at skrive det.

## Medvirkende
- Ole Dupont, Holger
- Mie Gren, Maja
- Peter Mathiesen, Esben